# Merit Ptah (krater)
Merit Ptah är en nedslagskrater med en diameter på ungefär 16 kilometer, på planeten Venus. Merit Ptah har fått sitt namn efter den egyptiska läkaren Merit-Ptah.